# Standseilbahn Rosshütte
Die Standseilbahn Rosshütte ist eine Standseilbahn in Tirol. Sie verbindet Seefeld in Tirol mit der Rosshütte und erschließt das gleichnamige Schigebiet.

## Geschichte

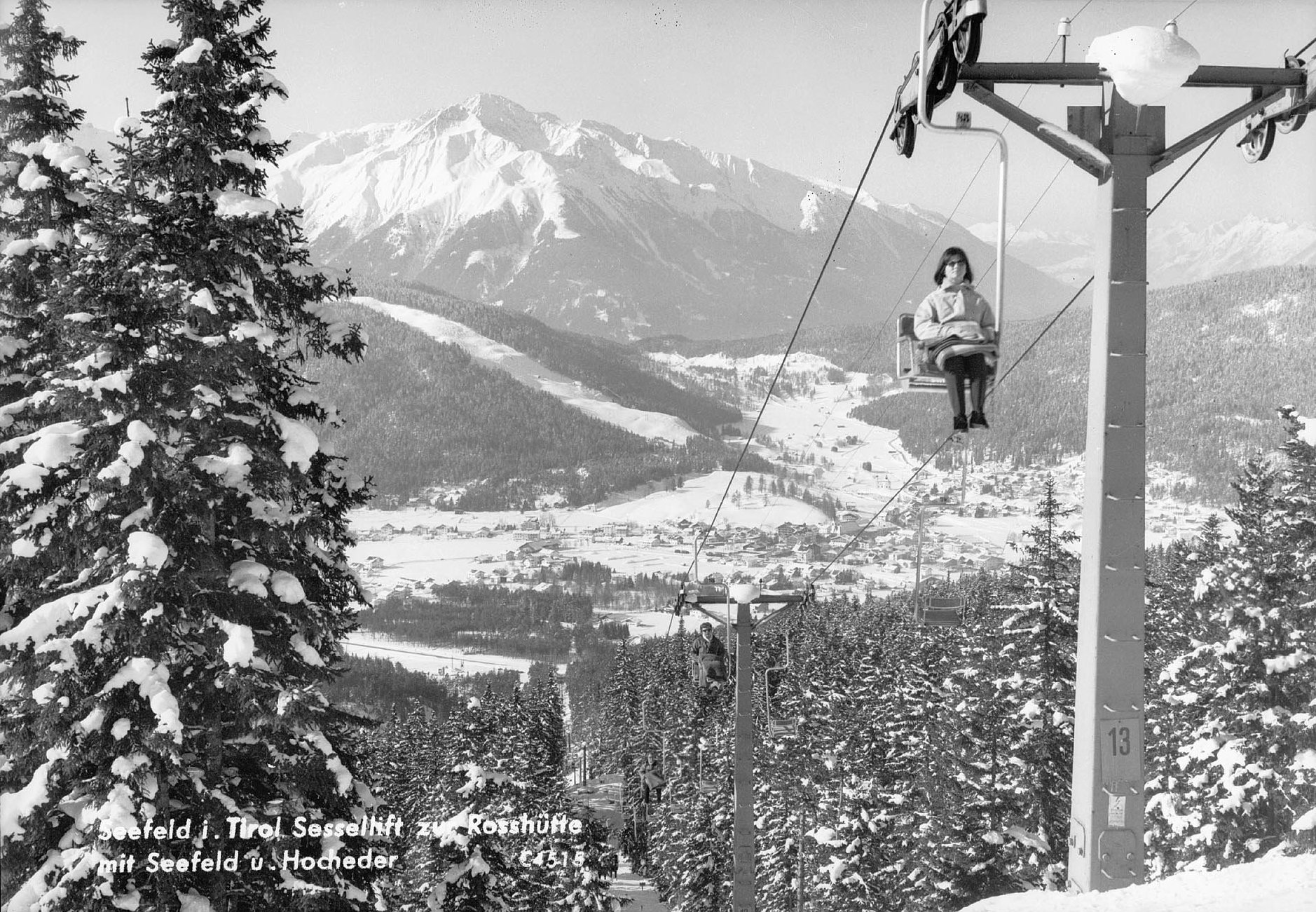
Sessellift zur Rosshütte (1965)

Ab 1950 gab es Pläne, das Gebiet um die Rosshütte als Schigebiet zu erschließen. 1954 wurde ein Einersessellift von Seefeld in zwei Sektionen über die Hochegg zur Rosshütte errichtet. Eine geplante dritte Sektion von der Rosshütte aufs Seefelder Joch wurde aus finanziellen Gründen zunächst nicht verwirklicht und 1957/58 als Seilbahn (Seefelder Jochbahn) gebaut.
Die Kapazität des Sessellifts stellte sich rasch als zu gering heraus und es kam insbesondere im Hinblick auf die Olympischen Spiele 1964 zu Planungen für einen Ersatz. Ein Projekt von 1963 sah eine Pendelbahn mit Gondeln für 60 bis 70 Personen und ohne Mittelstation zur Rosshütte vor, wurde aber nicht umgesetzt. 1968 wurden erneut mögliche Varianten geprüft, die den Umbau der Einersessellifte zu Doppelsesselliften, den Neubau eines Doppelsesselliftes in gerader Linie und den Bau einer Standseilbahn umfassten. Während letztere zunächst mit Skepsis betrachtet wurde, stellte sie sich bald als ideale Lösung heraus. Im Februar 1969 wurde die Trasse vermessen, die meist der Trasse der Sessellifte folgte. Im März 1969 fand die Bauverhandlung statt und die VÖEST erhielt den Bauauftrag als Generalunternehmerin. Am 14. April begannen die Bauarbeiten, im Juli wurden die vorgefertigten Brückenelemente von der VÖEST geliefert und vor Ort zusammengesetzt, im August wurde mit dem Verlegen der Geleise auf der Trasse begonnen. Im November wurden die von Waagner-Biró und der Schiffswerft Korneuburg gebauten Wagen für 100 Fahrgäste geliefert und ins Gleis gehoben. Am 20. Dezember 1969 wurde die Bahn in Betrieb genommen, die feierliche Einweihung erfolgte  am 13. Februar 1970.
Zur Wintersaison 1985 wurden die Wagen durch größere ersetzt, die 124 Personen fassen und von der VÖEST (Drehgestelle) und der Schweizer Firma Gangloff (Wagenkästen) stammten. 1986 wurde die Überdachung der obersten 500 Streckenmeter überlegt, um die Strecke vor Wind und Schneeverwehungen zu schützen, was aber nicht umgesetzt wurde.

## Technische Daten

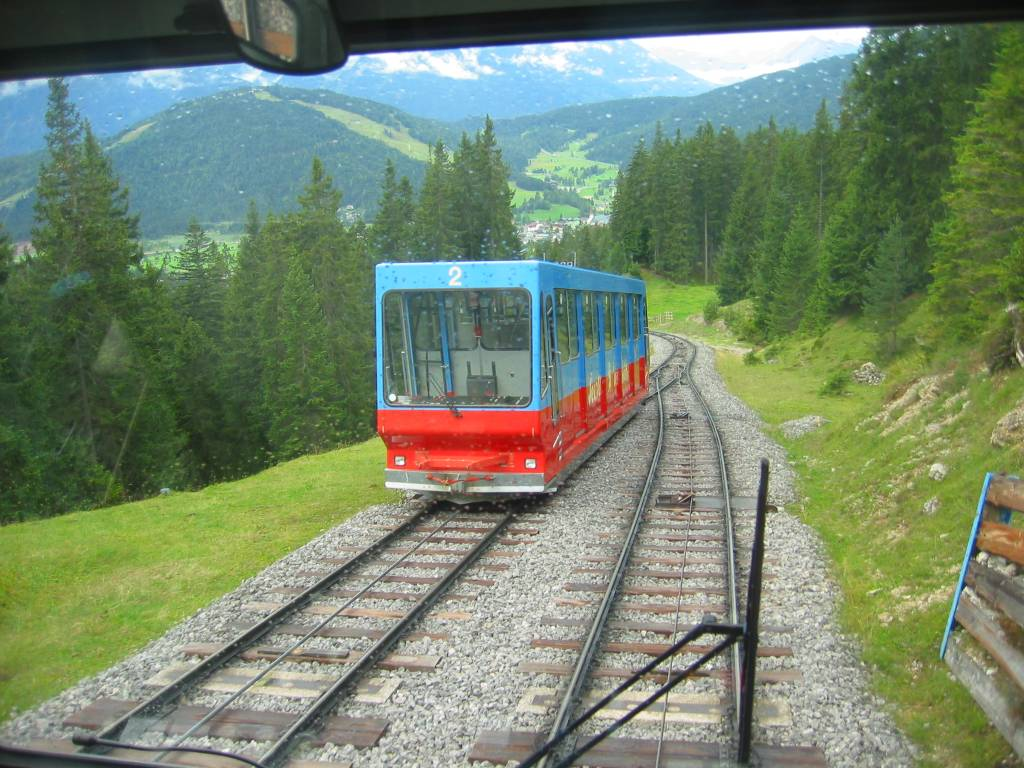
Wagen bei der Ausweiche (2006)

Die Strecke mit einer Spurweite von 1200 mm verläuft auf einer geschütteten Trasse und sechs Brücken. Die Strecke hat eine horizontale Länge von 2417 Metern, eine schräge Länge von 2469 Metern und überwindet einen Höhenunterschied von 527 Metern bei einer mittleren Neigung von 21,4 % und einer maximalen Neigung von 37,2 %. Die Standseilbahn hat zwei Wagen, die jeweils 120 Personen fassen. Die Fahrgeschwindigkeit beträgt im Winter 12,0 m/s, im Sommer 7,0 m/s, die Fahrtzeit dementsprechend 5,0 bzw. 8,0 Minuten. Damit ergibt sich eine maximale Förderleistung von 1300 Personen pro Stunde und eine Transportkapazität von 673 Personenhöhenkilometern pro Stunde. Der Antrieb erfolgt durch einen Gleichstrommotor in der Bergstation mit 287 kW.